# Paul Henderson (basket-ball)
Pour les articles homonymes, voir Paul Henderson.
Paul Henderson, né le 23 mai 1956 dans le comté d'Orange en Californie, est un joueur américain naturalisé français de basket-ball. Il mesure 2 m et évoluait au poste d'ailier fort.

## Biographie
Aux États-Unis il joue pour le College de Butte en Californie puis pour les Trojans de l’université du Sud de la Californie en 1976-1977. Henderson tourne à 11,8 points et 7 rebonds par match pour les Trojans.
Il est membre de l'encadrement technique de l'Élan béarnais, chargé de la formation des grands gabarits.

## Carrière
- 1979 - 1991 :  Orthez (Nationale 1 et N 1 A)
- 1991 - 1993 :  Montpellier PB (N 1 A)

## Palmarès
- Vainqueur de la Coupe Korac en 1984
- Vainqueur du Championnat de France en 1986, 1987
- Vainqueur du Tournoi des As 1991

- Meilleur marqueur du Championnat de France en 1981 (27,2 points de moyenne).
- Meilleur marqueur de l'histoire de l'Élan Béarnais Pau-Orthez : 7 269 points.